# Bulbophyllum amplebracteatum
Bulbophyllum amplebracteatum é uma espécie de orquídea (família Orchidaceae) pertencente ao gênero Bulbophyllum. Foi descrita por Johannes Elias Teijsmann e Simon Binnendijk em 1862.